# 戴驩
戴驩（?—?），战国人，宋国的太宰，戴氏，宋戴公的後裔。
戴驩在宋桓公的时候受到重用，于是武断专横。他与司城皇喜争权，互相攻击。导致宋国内部衰落，后来前356年左右，皇喜劫持宋君而夺其权力，成为宋国国君宋剔成君。。